# Poli(styren-co-akrylonitryl)
Poli(styren-co-akrylonitryl), SAN (z ang. styrene acrylonitrile) – kopolimer styrenu i akrylonitrylu, stosowany jako termoplastyczne tworzywo sztuczne, np. do produkcji obudów akumulatorów samochodowych.
Tworzywo to jest produkowane przez koncern BASF pod nazwą handlową Luran. Inne nazwy handlowe to Tyril, Kibisan, Kostil, Lupos (producent: LG Chem), Porene, Starex. Tworzywo to cechuje umiarkowanie dobra wytrzymałość mechaniczna i odporność chemiczna. W postaci niemodyfikowanej jest ono półprzezroczyste, dlatego stosuje się je do produkcji obudów sprzętu AGD, akcesoriów łazienkowych, opakowań kosmetycznych, uchwytów szczoteczek do zębów, naczyń kuchennych, zapalniczek i długopisów jednorazowych, dozowników, wyposażenia lodówek itd.
W stosunku do pleksiglasu jest ono znacznie mniej przezroczyste, ale jednocześnie bardziej wytrzymałe mechanicznie, zwłaszcza na zarysowanie. W stosunku do ABS wykazuje mniejszą wytrzymałość mechaniczną na zginanie i rozciąganie, ale jego przewagą jest niższa cena i półprzezroczystość.